# Jing, Hengshui
Jing, även romaniserat Kinghsien, är ett härad som lyder under Hengshuis stad på prefekturnivå i Hebei-provinsen i norra Kina.